# 碰撞家族

顯示木星衛星的每個外部衛星群的衛星之間的相似之處的圖表。

碰撞家族在天文學中是一群被認為在撞擊（碰撞）中具有共同原點的物件。它們具有相似的成分，並且大多數具有相似的軌道元素。
已知或疑似的碰撞家族包括許多小行星家族：大多數外行星的不規則衛星，地球和月球，以及矮行星冥王星、鬩神星和妊神星與它們各自的衛星。